# 시드 비숍
시드니 맥도날드 비숍(Sydney Macdonald Bishop, 1900년 2월 10일 ~ 1949년 1월)은 잉글랜드의 축구 선수로, 오른쪽 하프백이나 인사이드 포워드 위치에서 활약했다. 크리스털 팰리스 FC에서 데뷔한 비숍은 1920년에 웨스트 햄 유나이티드에 합류해 팀의 승격을 도왔고 1923년 잉글랜드 FA컵 결승전에도 출전했다. 1926년까지 172경기를 뛰어 10골을 득점하였고, 웨스트 햄의 팬들은 그에게 '막대기'라는 별명을 지어줬다. 그 이후에 레스터 시티 FC로 이적한 비숍은 잉글랜드 축구계에서 주목을 받아 1927년 4월에 스코틀랜드와의 경기에서 국가대표에 데뷔했고, 총 4경기에 출전했다. 1927년 5월에 열린 룩셈부르크와의 경기에서는 첫 골도 득점했다. 4500 파운드의 이적료를 남기고 1928년 6월에 첼시 FC로 이적한 비숍은 1933년에 은퇴할때까지 100경기 넘게 출전하였다.